# Hitachi H1
Hitachi H1 (H1 / H1E) је кућни рачунар фирме Хитачи (Hitachi) који је почео да се производи у Јапану током 1983. године.
Користио је Z80A микропроцесорску јединицу а RAM меморија рачунара је имала капацитет од 32 kb. 

## Детаљни подаци
Детаљнији подаци о рачунару H1 су дати у табели испод.
|                       |                                              |
| [ 1 ]                 |                                              |
| Произвођач            | Хитачи                                       |
| Тип                   | кућни рачунар                                |
| Меморија              | H1: 32                                       |
| Поријекло             | Јапан                                        |
| Година                | 1983                                         |
| Тастатура             | QWERTY механичка                             |
| Процесор              |                                              |
| Фреквенција процесора | 3,6                                          |
| RAM                   | H1: 32                                       |
| ROM                   | 32                                           |
| Текст                 | 40 x 24                                      |
| Графика               | 256 x 192, 32 спрајтова                      |
| Боја                  | 16                                           |
| Звук                  | General Instrument AY-2-8910 генератор звука |
| Димензије             | непознато                                    |
| Портови               |                                              |
| Оперативни систем     |                                              |